# Manuel Blasco Garzón
Pour les articles homonymes, voir Blasco.
Manuel Blasco Garzón (Séville, 17 janvier 1885 - Buenos Aires, 21 novembre 1954) est un avocat, un dirigeant sportif et un homme politique espagnol. Il s'est également distingué pour son brillant style oratoire. 

## Biographie
D'opinion libérale, il fut élu député aux Cortes pour la circonscription électorale de Séville lors des élections de 1923. Parallèlement, il devient président du Séville FC. Après la proclamation de la deuxième République espagnole, il participe aux élections de 1933 sous l'étiquette du Parti radical républicain et aux élections de 1936 comme représentant de l'Union républicaine en obtenant dans les deux cas un siège pour Séville.
Du 19 février au 13 mai 1936 il est ministre des Communications et de la marine marchande, puis il obtient le portefeuille de la Justice jusqu'au 4 septembre 1936, sous les gouvernements du Front populaire dirigé par Manuel Azaña (Azaña IV et V), Santiago Casares Quiroga et  José Giral.
Après la guerre civile, il s'exile à Buenos Aires où il occupa le poste de consul général d'Espagne du gouvernement républicain en exil. Il meurt dans la capitale argentine en 1954.